# Zöller (Gesetzeskommentar)
Der Zöller ist ein nach Richard Zöller (1905–1961) benannter Kommentar zur deutschen Zivilprozessordnung (ZPO). Das 2024 in der 35. Auflage erschienene Werk gilt als einflussreicher Klassiker der ZPO-Kommentierungen. Der Kommentar erscheint seit der 12. Auflage (1979) im Verlag Dr. Otto Schmidt.

## Geschichte
1938 wurde Richard Zöller neben dem Kassen- und Justizrat Hans Meyer Mitherausgeber der 4. Auflage von Meyers 1910 begründetem Handbuch Zivilprozeßordnung mit Nebengesetzen. Nach dem Zweiten Weltkrieg erschien das von Meyer und ihm herausgegebene Werk erstmals 1948 als Kommentar. Seit der 7. Auflage von 1954 führte der Kommentar zur Zivilprozessordnung, aber auch zum Gerichtsverfassungsgesetz und zu Nebengesetzen, nur noch die Bezeichnung Zöller. Seit der 7. Auflage erscheint der Kommentar als Werk mehrerer Autoren, Zöller selbst war Herausgeber und auch Autor des Werkes. Die letzte von Richard Zöller selbst herausgegebene Ausgabe ist die 9. Auflage.

## Belege
1. ↑  Walter Böhringer, Rezension zur 24. Auflage, Zeitschrift für das Notariat in Baden-Württemberg (BWNotZ) Band 70 (2004), S. 125 (Memento vom 3. November 2005 im Internet Archive)
2. ↑   Geschichte des Verlags